# Ǵorǵi Tanušev
Ǵorǵi Tanušev (in macedone Ѓopѓи Taнушeв?; Strumica, 7 gennaio 1991) è un calciatore macedone, centrocampista svincolato.

## Carriera

### Club
Ha giocato nella prima divisione dei campionati serbo e macedone.

### Nazionale
Ha giocato nelle nazionali giovanili macedoni Under-17, Under-19 ed Under-21.